# 冯端
冯端（1923年6月11日—2020年12月15日），男，原籍浙江绍兴，生于江苏苏州，中国近代物理学家，中国科学院院士，主要研究领域为固体物理学。

## 生平
1942年苏州中学毕业，考入国立中央大学物理系，1946年毕业。毕业后留校，历任中大物理系助教、南京大学物理系助教、讲师、副教授、教授，南京大学研究生院院长，南京大学固体微结构物理国家重点实验室主任。1980年当选为中国科学院院士（学部委员）。
2020年12月15日在南京去世，享年98岁。

## 社会兼职
曾任中国物理学会理事长、国家科学技术委员会攀登计划项目“纳米材料科学”首席科学家、江苏省科学技术协会主席、中大校友会会长等。

## 家庭
夫人陈廉方是中大外文系1945级学生。
兄弟有冯焕、冯康。

## 著作
- 《凝聚态物理学》 冯端 金国钧